# Aberwheeler
Aberwheeler (walisisch: Aberchwiler) ist ein Dorf und eine Community in der walisischen Principal Area Denbighshire, das beim Zensus 2011 298 Einwohner hatte.

## Geographie
Das im gleichnamigen Tal in der Nähe des Zusammenflusses von Clwyd und Afon Chwiler liegende Aberwheeler hat ein Gebiet von 1,060 Hektar und liegt auf 50,5 Metern Höhe.
| Trefnant            | Bodfari    | Caerwys Afon-wen |
| Henllan             | Kompass    | Nannerch         |
| Denbigh Llanrhaeadr | Llandyrhog | Llangwyfan       |

## Geschichte
In der Nähe von Aberwheeler bei der Pontruffydd Hall existiert ein Brandgräberfeld, welches eventuell römischen Ursprungs ist. Im Mittelalter fiel das Gebiet in das der Pfarrei Bodfari. Die Pontruffydd Hall stellt mit ihren Grundstrukturen aus dem 16. Jahrhundert selbst den ältesten Besiedlungsort dar, wobei ebenjene Strukturen im 19. Jahrhundert im gotischen Stile umgebaut wurde. Während in den späteren Jahrhunderten sich nach und nach Menschen in der Nähe der Pontruffydd Hall ansiedelten und vor allem von der Landwirtschaft lebten, entstand der Kern der Besiedelung in Waen Aberchwiler im 19. Jahrhundert. 1822 wurde erstmals eine Kapelle errichtet, wobei sich zeitgleich die Bebauung ausdehnte. Beim letzten Zensus aus dem Jahre 2011 hatte Aberwheeeler 298 Einwohner in 150 Haushalten.